# Renée Höglin
Renée Elisabeth Höglin, född 9 maj 1943 i Solna, är en svensk journalist och författare. 
Höglin var dotter till metallarbetaren Hilding Höglin och kontoristen Lissie Ohlsson. Hon avlade studentexamen 1962, studerade 1963 vid Bar-Lock-institutet och utexaminerades 1967 från Journalistinstitutet i Stockholm. Höglin var anställd på Aftonbladet 1967, för Svenska Dagbladet i London 1968, frilans i London 1969, anställd på Aftonbladet 1969–1984 och därefter frilansjournalist. Hon har medverkat i Sveriges Radio och Sveriges Television och medverkade 1978 till startandet av Aftonbladets kvinnoredaktion.